# پهن‌بال‌واران
پهن‌بال‌واران (نام علمی: Eurypteroidea) نام یک بالاخانواده از راستهٔ کژدم دریایی است.